# NGC 701
NGC 701 је спирална галаксија у сазвежђу Кит која се налази на NGC листи објеката дубоког неба.
Деклинација објекта је - 9° 42' 12" а ректасцензија 1h 51m 3,8s. Привидна величина (магнитуда) објекта NGC 701 износи 12,2 а фотографска магнитуда 12,9. Налази се на удаљености од 23,293 милиона парсека од Сунца. NGC 701 је још познат и под ознакама MCG -2-5-60, IRAS 01485-0957, PGC 6826.